# Vésztő vasútállomás
Vésztő vasútállomás egy Békés vármegyei vasútállomás, Vésztő településen, a helyi önkormányzat üzemeltetésében. A város északi részén található, közúti elérését a 4222-es útból kiágazó 42 338-as számú mellékút biztosítja. Jelentős forgalmú regionális elágazó állomás.
Az Alföldi Kéktúra 6-os és 7-es számú szakaszának határa, egyben bélyegző helye is.

## Áthaladó vasútvonalak
- Körösnagyharsány–Vésztő–Gyoma-vasútvonal (127)
- Békéscsaba–Kötegyán–Vésztő–Püspökladány-vasútvonal (128)
- Az állomás mellett volt az Alföldi Kisvasút fővonalának északi végállomása is, melynek fordítókorongja és fűtőháza is volt.

## Forgalom
| Járat        | Útvonal | Gyakoriság                            |
| ------------ | --- | ------------------------------------- |
| személyvonat | Püspökladány – Püspökladány-Vásártér – Hosszúhát – Szerep – Sárrétudvari – Biharnagybajom – Füzesgyarmat – Füzesgyarmatfürdő – Szeghalom (– Vésztő)                                                                | Napi 1-2 pár                          |
| személyvonat | Gyoma – Dévaványa – Körösladány – Szeghalom – Vésztő | Napi 5 Gyoma felé, napi 7 Vésztő felé |
| személyvonat | Békéscsaba – Fényes – Bicere – Gyula (– Gyulai városerdő) – József Szanatórium – Sarkadi Cukorgyár – Sarkad – Kötegyán – Méhkerék – Sarkadkeresztúr – Okány – Vésztő                                               | Kb. 2 óránként                        |
| személyvonat | Békéscsaba → Fényes → Bicere → Gyula (→ Gyulai városerdő) → József Szanatórium → Sarkadi Cukorgyár → Sarkad → Kötegyán → Méhkerék → Sarkadkeresztúr → Okány → Vésztő → Szeghalom → Körösladány → Dévaványa → Gyoma | Napi 2 Gyoma felé                     |